# Paroligia vermiculata
Paroligia vermiculata är en fjärilsart som beskrevs av Pieter Cornelius Tobias Snellen 1880. Paroligia vermiculata ingår i släktet Paroligia och familjen nattflyn. Inga underarter finns listade i Catalogue of Life.